# Estação Télégraphe
Télégraphe é uma estação da linha 11 do Metrô de Paris, localizada no limite do 19.º e do 20.º arrondissements de Paris.

## Localização
A estação se situa na rue de Belleville, entre a interseção com a rue du Télégraphe e a rue de Romainville de um lado e a interseção com a rua Pelleport e a rue du Docteur-Potain, do outro lado.

## História

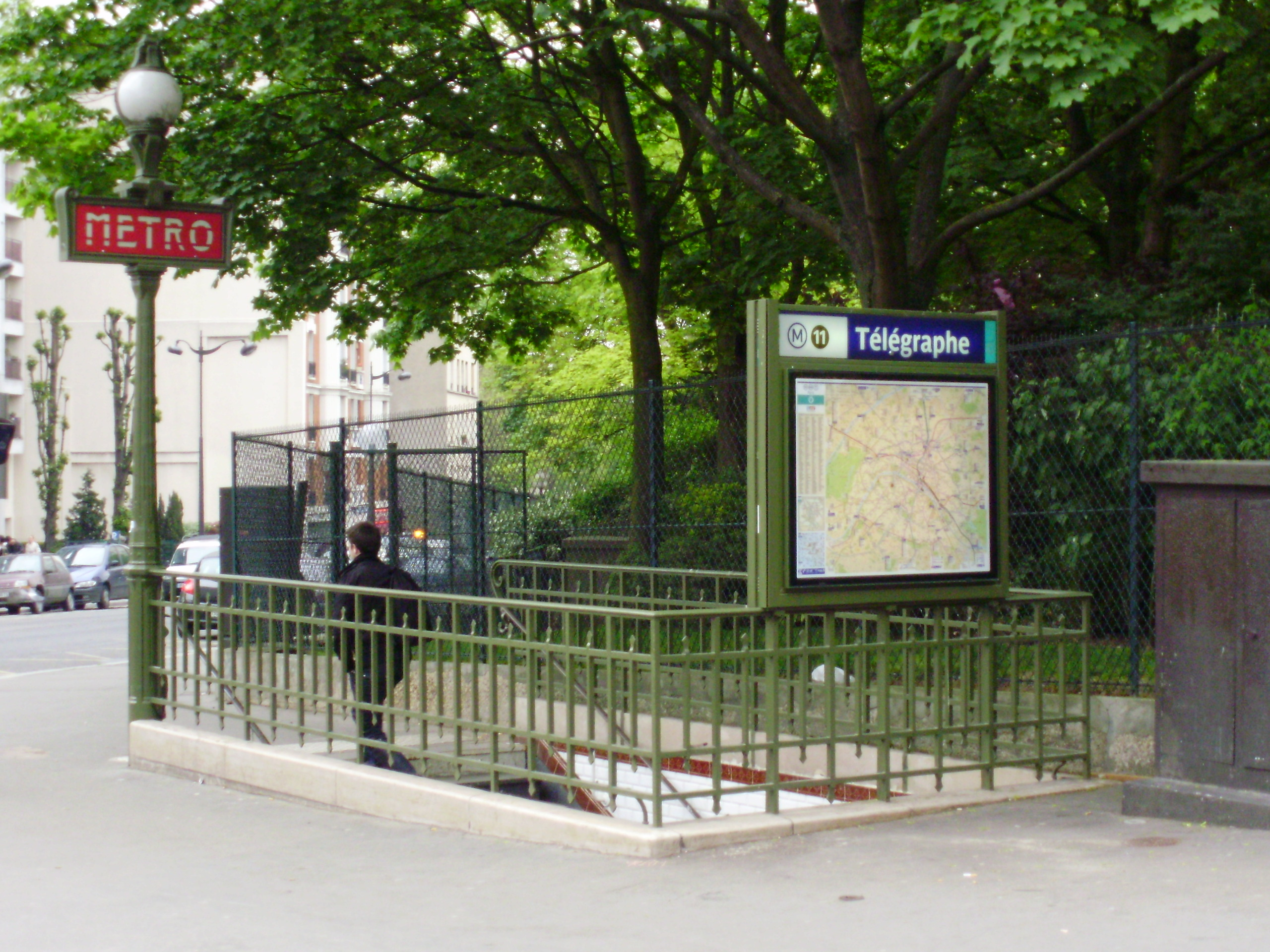
Uma das entradas da estação

A estação foi aberta em 28 de abril de 1935 com a inauguração da linha 11 entre Châtelet e Porte des Lilas.
Deriva sua denominação de sua implantação na saída da rue du Télégraphe, que corresponde à antiga passarela do parque do Castelo de Ménilmontant. Seu nome vem da invenção de Claude Chappe, físico francês (nascido em 1763 em Brûlon - morto em 1805 em Paris). Ele montou sua aeronave, que ele chamou de tacógrafo, neste ponto culminante (128 metros) do monte de Belleville.
Até ao final da década de 2000, certos níveis entre os lances de escadas conduzindo à bilheteira tinham a particularidade de estarem equipados com assentos "Motte" verdes, os assentos sendo normalmente dispostos apenas nas plataformas. Eles foram retirados após a reforma dos corredores da estação, operada pela RATP como parte do programa "Renovação do metrô".
Em 2011, 2 160 412 passageiros entraram nesta estação. Ela viu entrar 2 506 008 passageiros em 2013, o que a coloca na 220ª posição das estações de metrô por sua frequência em 302.
Em 1 de abril de 2016, a RATP instalou placas nominativas de substituição em metade dos nomes de estação em suas plataformas para fazer um dia da mentira por um dia, como em outras doze estações. Télégraphe foi humorosamente renomeada "#Tweet" em referência à evolução dos modos de transmissão de mensagens no século XXI.

## Serviços aos passageiros

### Acessos
A estação tem três acessos ao redor do cruzamento das ruas de Belleville, du Télégraphe e de Romainville, cada uma consistindo de uma escada fixa ornada com um candelabro de Dervaux:
- o acesso 1 "rue du Télégraphe", levando ao canto sudoeste da interseção, a direita do 240, rue de Belleville e do 55, rue du Télégraphe;
- o acesso 2 "rue de Belleville" se situando a oeste da interseção, em frente ao 159, rue de Belleville;
- o acesso 3 "cimetière de Belleville" se encontra no canto sudeste da interseção, adjacente ao square Belleville - Télégraphe.

### Plataformas
Télégraphe é uma estação de configuração particular: devido à sua profundidade significativa (vinte metros) e a sua construção em um terreno instável, suas duas vias nas plataformas laterais são separadas por um pé-direito central. A decoração é do estilo utilizado pela maioria das estações de metrô: as telhas em cerâmica brancas biseladas recobrem os pés-direitos e o tímpano, enquanto que as duas abóbadas, elípticas, são revestidas e pintadas de branco. Cada semi-estação é iluminada por uma rampa luminosa suspensa específica que também é encontrada na estação Pyrénées. Os quadros publicitários são em faiança da cor de mel e o nome da estação também é em faiança no estilo da CMP original. Os assentos, de estilo "Akiko" (renovação do metrô), são de cor amarela.
Esta é uma das poucas estações da rede cuja decoração em faiança de estilo "CMP" não é mais original.

### Intermodalidade
A estação é servida pelas linhas 20 e 60 da rede de ônibus RATP e, à noite, pelas linhas N12 e N23 da rede Noctilien.

## Projeto
Como parte do projeto para estender a linha 11, planeja-se criar uma saída de emergência a partir da extremidade ocidental da plataforma até o nível da interseção entre a rue de Belleville e a rue du Docteur-Potain.

## Galeria de fotografias

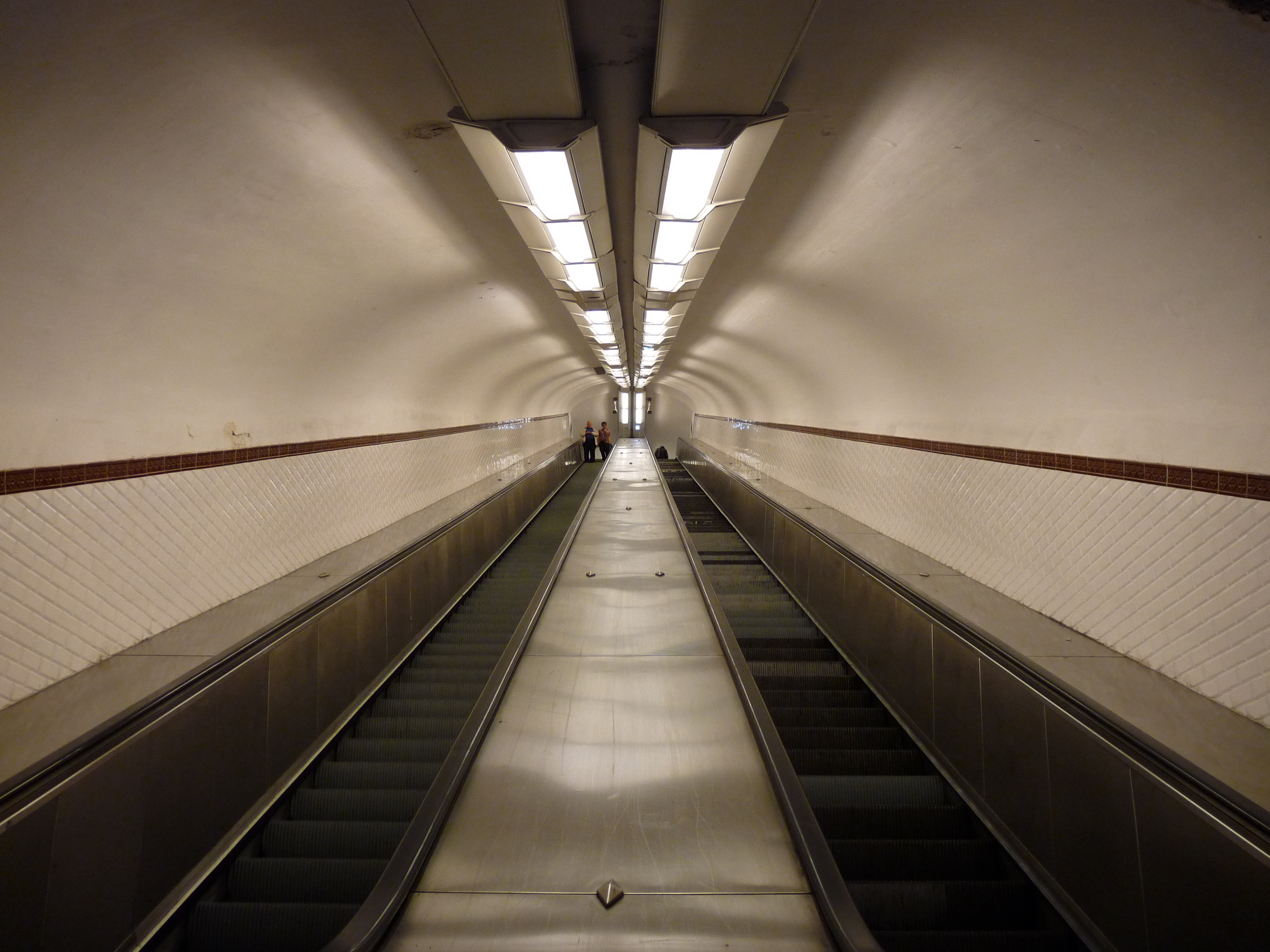
Escada rolante
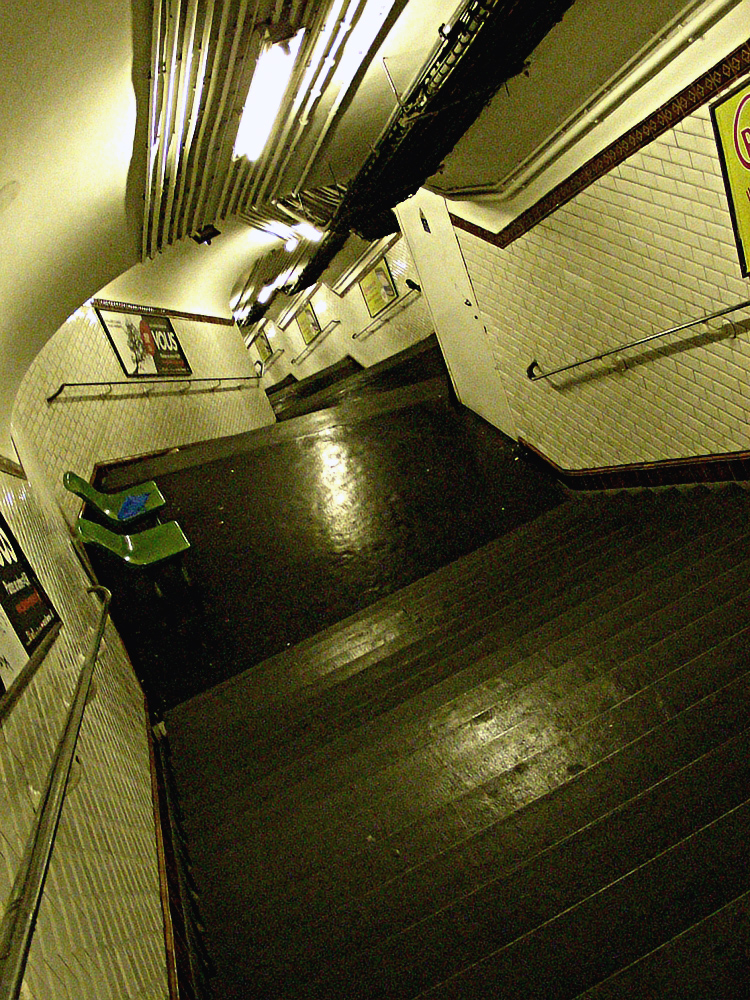
Escada fixa.
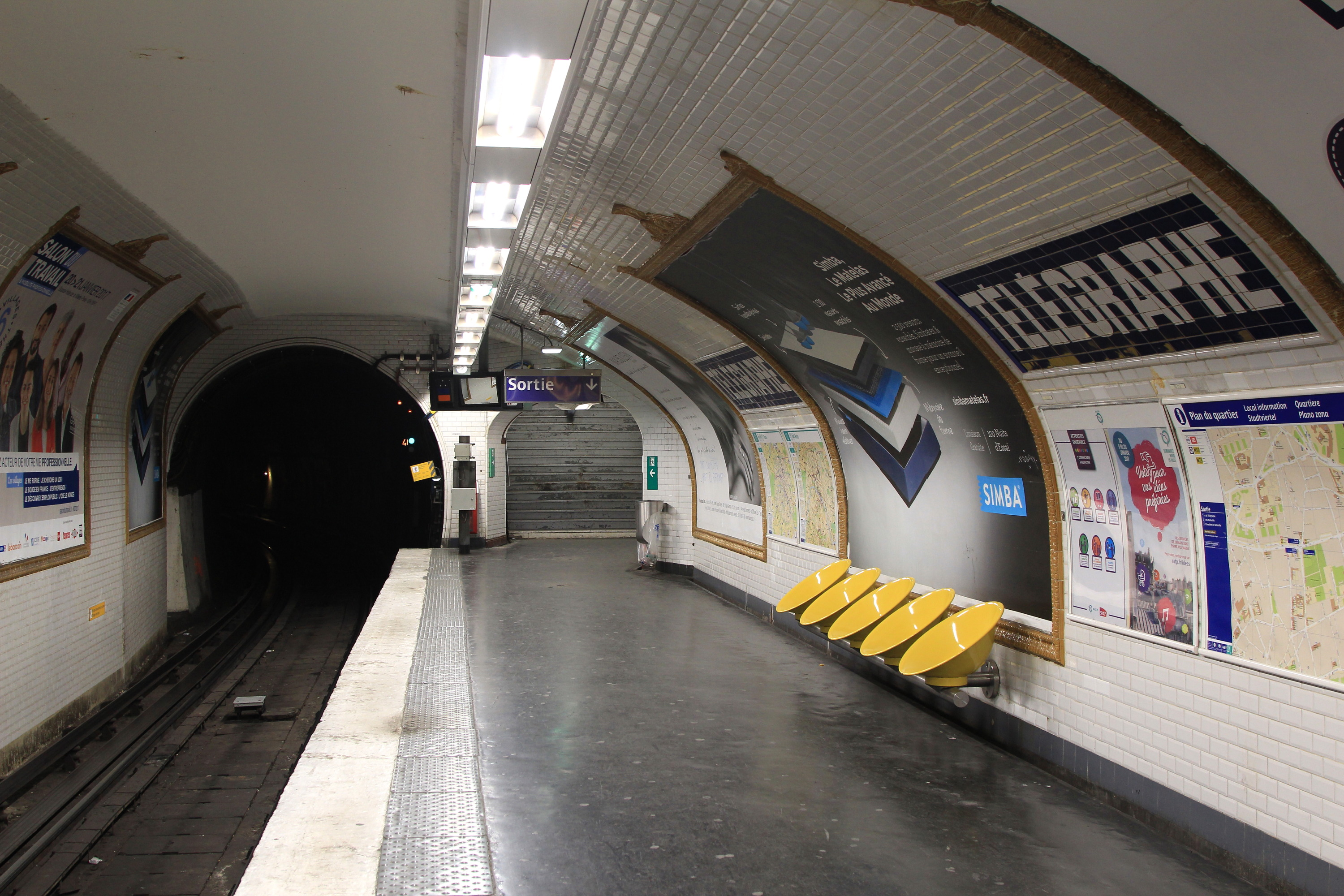
Saia na plataforma em direção a Mairie des Lilas.